# Saint-Joseph (Loire)
Saint-Joseph é uma comuna francesa na região administrativa de Auvérnia-Ródano-Alpes, no departamento de Loire. Estende-se por uma área de 8,05 km². Em 2010 a comuna tinha 1 944 habitantes (densidade: 241,5 hab./km²).